# エリート・ビート・エージェント
『エリート・ビート・エージェント』（Elite Beat Agents）は、任天堂（開発・イニス）のニンテンドーDS用ゲームソフト『押忍!闘え!応援団』の日本国外版である。

## 概要
- ゲームシステムは『応援団』と同じだが、ストーリーやキャラクター設定を一新しただけのローカライズではなくリトライ時にイントロがスキップでき、1カートリッジでのダウンロード対戦が可能などシステム面も改善されている。収録曲も『応援団』とは異なり洋楽である。なお、ボーカルは『応援団』と異なり全曲ともカバーとなっている。
- 『応援団』のカルト的な人気から、日本でも大都市圏のショップを中心に並行輸入販売され、続編『燃えろ!熱血リズム魂 押忍!闘え!応援団2』ではDSステーションの追加データサービスでEBAのキャラクターが登場した。
- 北米ではTouch! Generationsのラインナップとなっている。また、韓国では「도와줘! 리듬히어로」（訳「助けて! リズムヒーロー」）というタイトルで発売されている。

### ストーリー
Elite Beat Agents（EBA）は政府の秘密機関。その存在を知る者はほとんどいない。
元CIAエージェント・カーン司令は世間に困っている人がいないか日々目を光らせ、困っている人を発見するとEBAの精鋭たちを呼び寄せて「応援」を指示する。EBAの「応援」から繰り出されるグルーブには人間の潜在能力を覚醒させるパワーがあり、難局を乗り切らせることができるのである。

## 登場キャラクター

### Elite Beat Agents
全てが謎に包まれた応援団とは違い、素性がエージェントだとはっきりしている。
ジェイ（J、Agent BA-2）
EBA所属エージェント。『応援団』の一本木龍太と西園寺隼人に相当し、ランク2「Cruisin'」（「果敢に応援」に相当）で登場する。リーゼントがトレードマーク。
チーフテイン（Chieftain、Agent BA-1）
EBAのトップエージェント。『応援団』の百目鬼魁と鬼龍院薫に相当し、ランク3「Sweatin'」（「激烈に応援」に相当）で登場する。黒いテンガロンハットと顎髭がトレードマーク。
スピン（Spin、Agent BA-5）
EBAの新入りエージェント。『応援団』の田中一と菊地新太に相当し、ランク1「Breezin'」（「気軽に応援」に相当）で登場する。両耳を覆う大型のヘッドフォンがトレードマーク。
モリス（Morris、Agent BA-3）
EBAのバックアップエージェントの1人。黒の中折れ帽がトレードマーク。『応援団』の斉藤篤と森山剛に相当。
デレク（Derek、Agent BA-4）
EBAのバックアップエージェントの1人。赤く染めたアフロヘアーがトレードマーク。『応援団』の鈴木一徹と杉田謙信に相当。

### Elite Beat Divas
EBAの別動部隊。『応援団』のチアガールズに相当。ランク4「Hard ROCK!」（「華麗に応援」に相当）で登場する。
スター（Starr、Agent BD-1）
EBD所属エージェントのリーダー。金髪が特徴。『応援団』の雨宮沙耶花と白咲凛に相当。オレンジのサングラスをかけている2人に対して、額に付けている。
フォクス（Foxx、Agent BD-2）
EBDのバックアップエージェントの1人。ストレートの銀髪が特徴のクールビューティー。『応援団』のアンナ・リンドハーストと水無月麗華に相当。登場する際に時々トレードマークであるノートパソコンを持っている。
ミッシィ（Missy、Agent BD-3）
EBDのバックアップエージェントの1人。三つ編みとそばかすが特徴。『応援団』の神田葵と河合ほのかに相当。神田と河合はドジっ子なのが特徴だが、ミッシィは違う。

### エージェントの上司
カーン司令（ - しれい、Commander Kahn）
元CIAエージェントで、EBAの司令官。隠しステージを含めた全ステージをクリアすれば、使用可能（ランク4「Hard ROCK!」（「華麗に応援」に相当）のみ）。
ミスターX（ - エックス、Mr. X）
EBAの最高責任者。顔が『応援団』シリーズによく出るネコになっている。

### 助けを求める人々
「Believe」「ABC」「Survivor」はランクが一定以上に達した際に登場する隠しステージ。なお、開発段階ではリッキー・マーティン「Livin' la Vida Loca（1999年）」も収録予定であったが製品版では非採用となっている。

#### 第1幕
ジェーン（Jane、17）／♪ステリオグラム「Walkie Talkie Man（2004年）」 難易度：1
ベビーシッターのアルバイトをしている少女。自宅でアメフト好きのボーイフレンドのダンと二人きりでいた所に、夕方まで3人の生意気盛りな子供の世話を押し付けられてしまう。ピンチが訪れようとすると、ダンが覚醒してあらゆるアメフトの技で乗り越えていく。

#### 第2幕
クリス・シルバースクリーン（Chris Silverscreen、36）／♪Sum 41「Makes No Difference（2000年）」 難易度：2
マイケル・ムーア似の映画監督。超大作怪獣映画「Romancing Meowzilla」の撮影を進めていたが、トラブルが続発し降板の危機に見舞われる。この映画には『応援団』に登場したあるキャラそっくりの俳優が出演する。
- 登場サブキャラクター:俳優、ヒロイン、ネコの怪獣役の人

ジャック（Jack、32）／♪アヴリル・ラヴィーン「Sk8er Boi（2002年）」 難易度：2
タクシードライバー。普段は気弱だが、客を乗せると性格が豹変し「カミカゼ・タクシー」状態になってしまう、所謂二重人格。そのせいで減点切符を切られ続け、遂にあと1回の違反で免許停止に。慎重な運転を心がけようと思った矢先、妊娠9ヶ月の出産間近の妊婦のリンダが乗り込んで来て「病院まで飛ばして欲しい」と急かされる。第1パート経過からツッコミどころ満載である。
- 登場サブキャラクター:妊婦のリンダ、警察のポンチョ、ステージ4に登場するビル・ミッチェルとコーチ

レオ（Leo、27）／♪クイーン「I Was Born to Love You（1985年）」 難易度：3
実在の人物。15世紀のイタリアで若くして天才芸術家・発明家の名をほしいままにしているが、満たされない日々を送っていた。ところが、街で見かけた黒髪の美しい女性に一目惚れし、何とかその女性の気を引こうと躍起になる。
彼が第1パートでやっていることはまぎれもなく偽造チケット製作であり、犯罪である。
『応援団』のクレオパトラと同様のシチュエーションであるが、EBAがタイムスリップする経緯は省略されておりいきなりフィレンツェの街中を馬車に乗って颯爽と登場する。
- 登場サブキャラクター:モナリザ、牛

アマンダ・ストロー（Amanda Straw、26）／♪シェール「Believe（1998年）」 難易度：4（Bonus）
田舎出身の少女。ブロードウェイの舞台に立つことを夢見てレストランでアルバイトをしながらダンスのレッスン費用を稼いでいるが失敗続きでアルバイト代は弁償費用に消え、アパートの家賃も滞納。その上幼馴染みのテックスから「お前には才能がないから諦めたほうがいい」とまで言われるに至り、瀬戸際から夢を叶えるために奮闘する。
- 登場サブキャラクター:テックス

#### 第3幕
トーマス・ペトリー（Thomas Petree、36）／♪ブライアン・セッツァー・オーケストラ「Rock This Town（1981年）」 難易度：3
手品師。助手のアンジェリーナ嬢と共にマジックショーで収入を得ているが、興行先のラスベガスで無一文になってしまい、それに追い打ちを掛けるようにショーの会場であるカジノがフルハウス強盗団に襲われてカジノの支配人を人質に取られてしまう。彼の台詞からするとお金に執着している。
応援曲はカジノ風にアレンジされている。
- 登場サブキャラクター:アンジェリーナ、支配人、フルハウス強盗団

サム（Sam、3）／♪ディープ・パープル「Highway Star（1972年）」 難易度：3
小型のパグ。トラックに積まれた干し草の上で寝ている間にトラックが発進してしまい、飼い主の少年・テッドとはぐれてしまう。
- 登場サブキャラクター:ステージ4に登場するノーマ&イザベラ・キャリントン、マックスの飼い主である女性と息子のアルデン、犬たち

キャプテン・ブルーク（Captain Brooke、61）／♪ヴィレッジ・ピープル「Y.M.C.A.（1978年）」 難易度：4
トレジャーハンター。海賊船の財宝を引き上げるためにサルベージを繰り返すが失敗続きで作業員が全員離反してしまい、仕方無く長年の友であるオウムだけを連れて海賊船の探索を続ける。
- 登場サブキャラクター:オウム、海賊の亡霊

ソフィー・ハドソン（Sofie Hudson、34）／♪アース・ウィンド・アンド・ファイアー「September（1978年）」 難易度：4
予報的中率100％が自慢のお天気キャスター。週末の予報は大雨だが、遠足を楽しみにしている息子・デヴィッドをがっかりさせたくない一心でテレビカメラに向かって「週末は自分が全責任を負って晴れさせてみせる」と異例の宣言をしてしまう。
協力者はソフィーが住んでいるマンションの住民たちと空軍と動物たち。動物たちもソフィーの天気予報を見たと言っているが、テレビがないのにどうやってそれを知ったかは不明。
- 登場サブキャラクター:デヴィッド

#### 第4幕
ケン・オズ（Ken Ozu、21）／♪ジャミロクワイ「Canned Heat（1999年）」 難易度：6
大手自動車メーカー「スシ・モータース」の御曹司。ライバル企業「ムームー・モータース」に盗み出されたモーターショーで発表する新車の機密情報を奪還すべく、社長である父（ちょんまげを結っている）に命じられて忍者となりムームー・モータース本社ビルへの侵入を試みる。
- 登場サブキャラクター:社長、ガードマン

ノーマ&イザベラ・キャリントン（Norma & Isabella Carrington、24）／♪マドンナ「Material Girl（1984年）」 難易度：5
上流階級で何不自由無く暮らす双子姉妹。豪華客船のパーティーに出席していたが、海難事故に遭い絶海の孤島に流れ着く。持ち前のお色気で動物たちを魅了させる。
ライトブルーのドレスがノーマで、ピンクのドレスがイザベラ。
応援曲は原曲と比べ、イントロが変更されている。
ホワイト看護師長（ - かんごしちょう、Cap White）／♪アシュリー・シンプソン「La La（2004年）」 難易度：5
100メートル走の競技大会決勝を目前に控え、病に倒れた短距離走者ビル・ミッチェルの体内で病原菌「ミスターウィルス」と闘う（擬人化された）白血球。
このステージの「Sweatin'」以上の難易度にキスマークのフレーズマーカーが出現する。
- 登場サブキャラクター:ビル・ミッチェル、コーチ、ミスターウィルス

マックス（Max、5）／♪ジャクソン5「ABC（1970年）」 難易度：6（Bonus）
飼い猫。ハイハイを始めたばかりの1歳児・アルデンの子守をしていたが目を離した隙にアルデンが蝶を追いかけて隣の工事現場に迷い込んでしまう。
- 登場サブキャラクター:アルデン

#### 第5幕
ルーシー・スティーブンス（Lucy Stevens、7）／♪シカゴ「You're the Inspiration（1984年）」 難易度：5
単身赴任で家を離れる際「クリスマスまでに帰る」と言い残し、事故に遭って帰らぬ人となった父・マシューの言葉を信じて母・ローラと共に待ち続ける純真な少女。
ラストステージでは一番にEBAの復活を信じ、人々に勇気を与える。
このステージのラストは全難易度共通で星型のフレーズマーカーが出現する。
- 登場サブキャラクター:マシュー、ローラ

#### 第6幕
コーネル・ボブ（Colonel Bob、40）／♪デヴィッド・ボウイ「Let's Dance（1983年）」 難易度：6
元・石油王。油田を掘り当てて贅沢の限りを尽くしていたが所有する油田が枯渇してしまい会社は破産、妻にも逃げられてしまったので借金を返済すべく、再び油田を探す旅に出るが、何か違う方向に行く。
- 登場サブキャラクター:地元民、半魚人

ハルク・ブライマン（Hulk Bryman、28）／♪グッド・シャーロット「The Anthem（2002年）」 難易度：7
大リーグ球団・ラビッツの主砲であったが、重度のスランプに陥った末に球団を解雇されてしまい人目を避けるように遊園地の従業員となった。ところが、遊園地のアトラクションであるゴーレムが暴走するアクシデントに巻き込まれ、再び現役時代の血が騒ぎ始める。決めゼリフは「You bet kid!」。
- 登場サブキャラクター:キッド、ゴーレム

ジェイク・アイアンズ（Jake Irons、36）／♪デスティニーズ・チャイルド「Survivor（2000年）」 難易度：7（Bonus）
「ナッツ&ナッツ」社の営業マン兼トラック運転手。いつも不機嫌で、人前では決して笑わない。途中で立ち寄ったドライブインでテレビを見ていた際に、配送先の町で住民が次々と謎の病原体によってゾンビ化し、パニック状態に陥っているというニュースを目にする。ゾンビと化した人々を元に戻すには、落花生を食べさせると良いらしいのだが…。ちなみにこの落花生、食べた人が思わず吐き出すほどまずいらしい。
- 登場サブキャラクター:ダニー、ボス、キノコの怪物

#### 第7幕
RHOMBULAN（Unknown）／♪フーバスタンク「Without a Fight（2006年）」→ ローリング・ストーンズ「Jumpin' Jack Flash（1968年）」難易度：8
(前半)巨大な眼が描かれた、宇宙からの侵略者。地球上に存在する音楽を敵視し、音楽を奏でる者たちを怪光線で次々と石に変え「音楽禁止令」で地球を制圧。強制収容所に入れられた人々が反撃の機会をうかがう中、EBAの精鋭たちが地球に音楽を取り戻すため立ち上がる。
(後半)EBAまでもが石に変えられ、絶望する人々であったが、ルーシーがEBAの復活を信じ、「E,B,A！」と手拍子しながら復活させようとした。それを見た人々も同じように手拍子しながらEBAの復活に奮闘した。人々の声がみるみる大きくなり、石化したEBAにひびが入り、ピンクの光を放ち、復活。そしてEBAと世界中の人々と共に、音楽を取り戻すためにRHOMBULAN殲滅を開始する。
ここでの応援曲は比較的テンポが上げられ、最終決戦に相応しい曲調になっている。
- 登場サブキャラクター:RHOMBULAN軍の兵士